# احمد نجاح
احمد نجاح (انگلیسی: Ahmed Najah؛ زادهٔ ۱۹۴۷) بازیکن فوتبال اهل مراکش بود.
وی به‌همراه تیم ملی فوتبال مراکش در بازی‌های المپیک تابستانی ۱۹۷۲ شرکت کرده‌است.